# Didymoplexiella kinabaluensis
Didymoplexiella kinabaluensis är en orkidéart som först beskrevs av Cedric Errol Carr, och fick sitt nu gällande namn av Gunnar Seidenfaden. Didymoplexiella kinabaluensis ingår i släktet Didymoplexiella och familjen orkidéer. Inga underarter finns listade i Catalogue of Life.